# Gymnasium Thomaeum
Das Gymnasium Thomaeum (Städtische Europaschule Gymnasium Thomaeum) der niederrheinischen Stadt Kempen gehört zu den ältesten deutschen Gymnasien.

## Geschichte des Gymnasiums
Das Thomaeum wurde im Jahr 1659 gegründet. Benannt wurde es nach dem um 1380 in Kempen geborenen Mystiker Thomas von Kempen, dessen Buch die Nachfolge Christi die nach der Bibel am meisten verbreitete Schrift des Spätmittelalters war. Es wurde zunächst kirchlich geleitet; der erste weltliche Gymnasialdirektor wurde 1802 Joseph Bister. Im Laufe der Geschichte wechselte die Schule mehrmals den Namen, aber auch das Schulgebäude, so wurde in der alten Burse, im Franziskanerkloster, in der Kempener Burg und schließlich ab 1925 im ehemaligen Lehrerseminar unterrichtet. Aus der „Ewigen Stiftung“ des Kempener Bürgers Gerhard Arnold Mühlen erhält die Schule seit 1778 finanzielle Unterstützung. 1976 fand man auf einem privaten Speicher die Schulglocke aus dem Jahre 1690 mit der Aufschrift Gymnasium Thomae de Kempis; sie ist heute in der Schule ausgestellt. Der Schuleinzugsbereich war immer sehr groß; Schüler kamen aus Kaldenkirchen, Lobberich, Straelen, Wachtendonk, Wankum, Grefrath, Hüls, St. Tönis und kleineren Nachbargemeinden.
Die Schule ist seit langem einer der Vorreiter auf dem Gebiet der Umweltfreundlichkeit, was unter anderem dadurch auffällt, dass einige Schüler an verschiedenen Wettbewerben (unter anderem JugendForscht) mit immer wieder neuen Ideen für zukunftsfähige Techniken und umweltfreundlichen Strom (bereits in frühen Zeiten, auf dem Dach des Thomaeums befindet sich eine Solaranlage von 1993) teilnehmen.
Auch musikalisch ist das Thomaeum ein Ort des Ursprunges. Die Band Castle of Aargh hat ihre Ursprünge zum Beispiel ebenfalls in der Schülerschaft des Thomaeums. Einige Mitglieder der Band haben heute in der Profimusik ihren Platz gefunden, darunter auch Arnt Cobbers.

## Die Schule heute

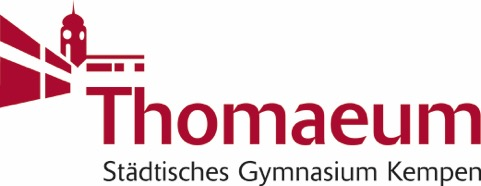
Logo der Schule

2009 feierte das Gymnasium sein 350-jähriges Jubiläum und erhielt von der Landesregierung die Zertifizierung zur „Europaschule“.
Heute ist das städtische Gymnasium Thomaeum eine Schule mit vielen Angeboten. So ist sie zum Beispiel als MINT-freundliche Schule zertifiziert und unterhält vielfältige Austauschprogramme mit Ländern wie China, Belgien, England, Spanien, Polen und Frankreich. Sie engagiert sich im sozialen Bereich, zum Beispiel mit der HOKISA-Spendenradtour für action medeor oder durch das jährlich durchgeführte Sozialpraktikum. Ebenso gibt es eine jährlich stattfindende Spendenaktion zu Sankt Martin. Sie nimmt an bundesweiten Wettbewerben teil (Känguru Mathematik-Wettbewerb, Deutsche Mathematik-Olympiade, Schülerwettbewerb zur politischen Bildung), hat ein Schulorchester und schafft preisgekrönte Theateraufführungen (Spectacolo-Preis 2006 für die Kriminalkomödie „Eine Hochzeit und vier Todesfälle“ und 2007 für das Musical „Mahlzeit“, sowie die europaweite Premiere von dem Musical Hairspray). Der Verein der Altthomaeer verleiht den Thomaeer-Preis für besonders hervorragende Leistungen; Schüler erreichen das Diplôme d’études en langue française. Es gibt seit September 2005 das Schülercafé CaTho (Café Thomaeum) sowie einen Förderverein („Freunde und Förderer“). Es gibt heute auch eine Vielzahl von AGs, in denen man sich mit den verschiedensten Aktionen außerunterrichtlich engagieren kann. Begonnen von einer Kunst-AG über eine NaWi-AG (NAturWIssenschaft) bis hin zu einer Informatik-AG, nimmt das Spektrum beachtliche Größen an.

## Ehemalige Schüler
(in chronologischer Reihenfolge)
- Michael Buyx (1795–1882), Kataster-Geometer und niederrheinischer Geschichtsforscher
- Johann Theodor Rottels (1799–1882), Pädagoge und Philosoph sowie Mitglied im Görreskreis
- Albert Mooren (1828–1899), Geheimer Medizinalrat und  Direktor der städtischen Augenklinik Düsseldorf
- Leopold Fonck (1865–1930), Theologe und Hochschullehrer
- Heinrich Houben (1866–1941), Schriftsteller
- Franz Jörissen (1868–1932), Politiker
- Felix Rütten (1881–1961), römisch-katholischer Priester, Historiker und Lehrer
- Josef Winckler (1881–1966), Schriftsteller
- Franz Hartz (1882–1953), römisch-katholischer Pfarrer, „Vater der Vertriebenen“
- Reinhard Boetzkes (1886–1967), Philologe
- Bernhard Salzmann (1886–1959), Politiker
- Werner Jaeger (1888–1961), Philologe
- Matthias Hoogen (1904–1985), Jurist und Politiker (Zentrum, CDU)
- Hermann Westermann (1905–1985), Bischof
- Herbert Sleegers (1932–2018), Lyriker und Schriftsteller
- Theo Stammen (1933–2018), Politikwissenschaftler
- Gerhard Neumann (1934–2017), Germanist
- Hanswilhelm Haefs (1935–2015), (Abitur in Bad Godesberg), Publizist, Übersetzer und Forscher
- Erik Martin (1936–2017), Autor, Herausgeber und Liedermacher
- Rolf Tophoven (* 1937), Terrorismusexperte
- Otto H. Jacobs (* 1939), Wirtschaftswissenschaftler und Professor für Betriebswirtschaftslehre
- Reiner Pommerin (1943–2024), Historiker
- Erwin Koch-Raphael (* 1949), Komponist und Hochschullehrer
- Hans-Albert Lennartz (* 1949), Politiker und Rechtswissenschaftler
- Johannes Linssen (* 1949), Fußballspieler und Sportdirektor
- Thomas Gerlach (* 1951), Diplomat
- Josef Hegger (* 1954), Hochschullehrer
- Jupp Linssen (* 1957), Künstler
- Karl Borsch (* 1959), Weihbischof und Domkapitular
- Gregor Mayntz (* 1960), Journalist
- Gerhard M. Buurman (* 1961), Hochschullehrer
- Kirsten Heisig (1961–2010), Juristin
- Peter Goßens (* 1966), Literaturwissenschaftler
- Tobias Koch (* 1968), Pianist
- Richard Kämmerlings (* 1969), Literaturkritiker
- Kornelius Nielsch (* 1973), Physiker und Hochschullehrer
- Mark Lutter (* 1976), Soziologe und Hochschullehrer
- Clara Blessing (* 1992), Oboistin
- Konstantin Reinfeld (* 1995), Mundharmonikaspieler und Komponist
- Jordan Beyer (* 2000), Fußballspieler